# Julio Barragán
Julio Barragán (Buenos Aires, 1928-ib., 14 de enero de  2011) fue un pintor y ceramista argentino.

## Biografía
Hermano del pintor argentino Luis Barragán (1916-2008), fue influenciado por el cubismo de Pablo Picasso y Georges Braque, como la generación de sus contemporáneos Vicente Forte y Oscar Capristo integró el grupo "Veinte Pintores y Escultores".
Expuso sus obras desde 1946, viajó a París y en 1970 ganó el Gran Premio de Pintura en el Salón Municipal seguidos por el Primer Premio de Pintura en el Salón Nacional (1976) y el Gran Premio de Honor en el Salón Nacional (1978).
Casado con la ceramista Nieves Adeff (24/12/1926), tuvieron dos hijos, escultor y músico, respectivamente.
Fue definido por el crítico Mauricio Neuman como solitario aristócrata de la belleza.